# Enicospilus katanus
Enicospilus katanus là một loài tò vò trong họ Ichneumonidae.